# آندره ایگودالا
آندره تایلر ایگودالا (به انگلیسی: Andre Tyler Iguodala) متولد سال ۱۹۸۴ در شهر اسپرینگفیلد، ایلینوی، بسکتبالیست حرفه‌ای آمریکایی است. او با تیم ملی بسکتبال مردان آمریکا در سال ۲۰۱۰ در ترکیه قهرمان جهان شد.
او کاپیتان سابق تیم فیلادلفیا سونتی سیکسرز بود اما در سال ۲۰۱۳ به تیم گلدن استیت واریرز پیوست.